# Mayer Mizrachi
Mayer Mizrachi Matalon (Panama, 25 agosto 1988) è un imprenditore panamense.
Mayer Mizrachi Matalon (Panama Città) è un imprenditore di origine panamense-giamaicano, creatore della applicazione per telefoni cellulari chiamata Criptext, per cui fu arrestato e accusato di reato contro la pubblica amministrazione di Panama. Inoltre, è anche il fondatore di Geeky Motors, prima compagnia specializzata nella vendita di macchine Tesla a Panama. Il lancio ufficiale di Geeky Motors è stato il 17 agosto 2020.

## Caso Criptext
Il caso Criptext in che l'impresa Innovative Venture S.A, rappresentata per Mizrachi, ha venduto le licenze d'utilizzo all'Agenzia per l'Innovazione Governativa (AIG), di una piattaforma di messageria di testo cifrato (conosciuta come Criptext) dal 30 marzo al 30 dicembre 2014.
L'indagine è iniziata dopo la denuncia che ha fatto Irvin Halman, amministratore della AIG, per presunte irregolarità emerse dalla firma del contratto di Criptext quando non era stata installata nelle agenzie di sicurezza dello stato. Mizrachi è stato accusato anche di inadempienza contrattuale per l'aggiornamento e digitalizzazione dei sistemi di comunicazione per un importo circa i $211,850 dollari.
Il 30 luglio 2018, la Corte dei Conti Panamense ha stabilito, attraverso un'indagine che comprendeva la pratica delle corrispondenti perizie, che non esisteva danni alla proprietà nei contratti firmati tra Innovative Venture, S.A. e l'Autorità per l'Innovazione del Governo Panamense.

## Detenzione
A dicembre 2015 fu arrestato all'Aeropuerto Internacional Rafael Núñez di Cartagena de Indias, in Colombia, in seguito a una diffida dell'Interpol per essere stato accusato di un crimine contro la pubblica amministrazione di Panama in relazione al governo dell'ex presidente Ricardo Martinelli. Dopo aver trascorso sei mesi di detenzione a La Picota, e dopo aver pagato una cauzione di $100.000 dollari, è stato rilasciato il 22 giugno 2016, ha chiesto asilo político in Colombia il 23 giugno 2016 (che è stato poi negato) e Mizrachi è stato deportato a Panamá il 7 settembre 2016.
Dall'8 settembre 2016, a Mizrachi è vietato lasciare Panama.